# قرمبالية الرياضية
ڨرمبالية الرياضية هو نادي كرة قدم تونسي، أحدث عام 1939 وهو يمثل مدينة قرمبالية إحدى مدن الضواحي القريبة من تونس العاصمة وقرمبالية مدينة العنب بتونس وهي كذلك قطب صناعي أيضا. وهو ينشط في الرابطة التونسية المحترفة الثانية لكرة القدم.
صعد فريق قرمبالية الرياضية للدوري الممتاز التونسي مرتين أول مرة موسم 1986 -1987
ثم موسم 2013 -2014 هذا الموسم ويعتبر من ابرز فرق الوطن القبلي وولاية نابل
ظل الفريق يتارجح بين دوري الدرجة الأولى والثانية والثالثة عديد السنوات
يمتلك فريق قرمبالية مركب رياضي وهو يستعد للاحتفال بمرور خمسة وسبعون سنة على انشاءه كدلك يستعد هذه السنة على توسعة الملعب وبناء مدرجات جديدة لتصل طاقة استيعاب الملعب ل 8 الاف متفرج وهو يملك ملعب معشب يعتبر من ضمن أفضل المعشبات بتونس كذلك الملعب له اضواء كاشفة لاقامة المباريات بالليل وكذلك ملعب فرعي للتمارين من الجيل الخامس الجديد
ابرز اللاعبين
زهير بوزيد -
نور الدين الزرلي ننوسه-
حممد عبيد-
محمد الجديدي-
رؤوف بن عزيزة ولمين بن عزيزة
الطاهر العتروس-
اسكندر مجبورة-
الياس كبورة-
بادي الطرابلسي-
صالح حلومه-
أنور بن سليمان-
خالد الحداد -
نور الدين القني-
بولالة -
سعيد الحداد-
حكيم البرقي-
نور الدين البرقي

## التاريخ
تأسست في عام 1939، وقد تم إنشاؤها لأول مرة من قسم كرة القدم، مع أقسام كرة السلة وكرة اليد وتنس الطاولة، قبل أن تصبح جزءا من الأندية المتخصصة وأصبحت على التوالي الرياضة دريليا قرمبالية، والشباب الرياضية قرمبالية والمجموعة الذهبية في قرمبالية.
كانت أول مشاركة رسمية له في عام 1944، كجزء من معايير الحرب. ثم قام الفريق تعافى لاعب المدينة التي تطورت قبل النادي الإفريقي فرجاني بن منا]، حسونة Mertil وعزيز حداد، وتعززت من خلال وصول لاعبين من النجم الساحلي الرياضة أن ليالي " لم ينخرط، أليا دويك، رشيد سهيلي، حبيب موقو وعبد الحميد بلال. احتلت المركز الرابع في المعيار، ولكن مع إعادة تنظيم المسابقات، هي في الدرجة الخامسة. بين القادة وشملت في ذلك الوقت رئيس مارسيل Feynet في 1949-1950 مع بلعيد التومي منصب نائب الرئيس وصادق بن حسين أمينا عاما. ريمي Ferault يرأس أيضا عدة فصول. فترته الأخيرة تعود إلى 1954-1955، في لجنة مكونة من:
- الرئيس الفخري: الفرجاني تومي
- الرئيس: ريمي فيرولت
- نائب الرئيس: بلعيد تومي وصادق تومي
- الأمين العام: هادي عون
- نائب الأمين العام: الشاذلي بن زايد
- امين الصندوق: عبد الرحمن بحري
- نائب أمين الصندوق: عمر هانتوس
- مندوب في الرابطة التونسية: حافظ داميرجي
- وحدة التحكم في الإنفاق: بوبكر التومي
- المدير الرياضي: بوبكر التومي

الأعضاء: هادي الكيلاني الذوادي حمادي حمادي ساسي الطيب الباجي، الشاذلي التومي صلاح قنديل، امبارك وGlayel بلحسن حداد
خلال موسم 1956-1957، يتم الكشف عن الفريق للجمهور خلال مباراة الكأس المفقودة بصعوبة ضد النادي التونسي. تشكيلها أشارت الصحف اليوم على النحو التالي: 1 كارميلو بروفينزانو - الطاهر عتروس إبراهيم بن عزيزة عبد السلام حداد ساسي بن يحيى بينيتو Monachino، أنطوان دي Notto إبراهيم Jouida (الذي سجل) الذوادي وفيرانت
تشارك قرمبالية الرياضية في بطولة Ligue I في 1987-1988 لكنها لا تحافظ على نفسها، لذا يجب أن تنخفض في دوري الدرجة الدنيا. بعد 26 عاما من الانتظار، يجد النادي مرة أخرى دوري الدرجة الأولى للموسم 2013-2014. مرة أخرى، فإن البقاء بين النخبة يستمر فقط لموسم واحد، والذي انتهى به الهبوط في الدوري الثاني.

## الإدارة

### الرؤساء
- حمودة فيسي (1955-1956)
- حافظ داميرجي (1956-1957)
- الفرجاني بن عمر (1958-1961)
- حسونة مرتيل (1964-1965)
- الفرجاني بن عمر (1966-1967)
- حبيب بن عزيزة (1967-1969)
- حمادي عوينة (1969-1971)
- مولدي الجلاصي (1971-1972)
- الهادي المدساوي (1972-1973)
- عبد السلام السعدني (1976-1977)
- علي تونسي (1982-1987)
- عقبة فنيرة وعبد القادر الذوادي (1987-1988)
- عبد القادر الذوادي (1988-1989)
- خميس التومي (1989-1990)
- عبد القادر الذوادي (1990-1991)
- علي بن طالب (1991-1993)
- حمادي عتروس (1993-1995)
- علي بن طالب (1995-1997)
- جيلاني الطرابلسي (1997)
- عبد السلام السعدني (1997-1998)
- جيلاني الطرابلسي (1998-2000)
- عمر بن منى (2000-2003)
- سعيد حداد (2003-2007)
- مولدي بن هاها (2007-2009)
- فوزي والي (2009-2010)
- محمد حبيب عتروس (2011-2015)
- محمود بارودي (2015-2016)
- فوزي والي (2016-2017)
- مكرم بن منى (2017-)

- 1956-1959: يوجين دي نوتو
- 1963-1964: دانتي دي بينيديتي
- 1964-1965: ريناتو ريتشي
- 1969-1970: كامل هلال
- 1971-1972: عبد المجيد عزيز
- 1973-1975: عابد مشالا
- 1975-1976: مختار بن نيسف
- 1976-1978: سليم زليتني
- 1978-1980: عمر ذيب
- 1980-1981: مختار بن نيسف وعبد الله عتروس ثم علي ميلود
- 1981-1983: علي ميلود ثم توفيق السخيري
- 1983-1986: عبد الرحمن رحموني
- 1986-1987: أحمد زيتوني ، منصف نابلي ، عبد الرحمن الرحموني
- 1987-1988: أحمد زيتوني وحبيب الماجري
- 1988-1989: حبيب الماجري
- 1989-1990: Heninger [من؟]
- 1990-1991: عمار سوايح
- 1991-1992: ألكسندر كوستوف
- 1992-1993: حمزة مراد
- 1993-1994: رجب سايح ، جورجي جيوروف وخالد حسني
- 1994-1995: خالد حسني ثم أحمد مجبرة
- 1995-1997: حبيب الجندوبي ثم أحمد زيتوني
- 1997-1998: سليم زليتني وعبد الرحمن رحموني ثم أحمد مجبرة
- 1998-1999: أحمد زيتوني ثم زهير بوزيد
- 1999-2000: بلحسن مرياح وزهير بوزيد وكمال شبلي
- 2000-2001: كمال الشبللي ، زدزيسلاف بوديدورني ثم فوزي شور
- 2001 - 2002: طارق بلغيث ثم زهير بوزيد
- 2002-2003: حبيب الجندوبي ، عادل لطرش ثم عبد الرحمان الرحموني
- 2003-2004: ساسي الجديدي ثم زهير بوزيد
- 2004 - 2005: زهير بوزيد ، وعبد الرحمن الرحموني
- 2005 - 2007: زهير بوزيد
- 2007-2008: قيس الزواغي ، ساسي الجديدي ، اسكندر التومي ثم زهير بوزيد
- 2008-2009: علي سرايب ثم بلحسين مرياح
- 2009-2010: شاكر مفتاح ، ثم عمر حمودة
- 2010-2011: محرز ميلادي ، اسكندر تومي ، وزهير بوزيد
- 2011-2012: لطفي حناشي ثم لطفي قادري
- 2012-2013: حسن جابسي
- 2013-2014: Robertinho ، باتريك Liewig وحسين Gabsi
- 2014-2015: حسن غبسي ، رضوان بن شتيوي ، منير شيحي
- 2015-2016: لطفي الرويسي ثم عمر حمودة
- 2017-201 ..: زهير بوزيد ثم محرز بن علي